# Mervin Rodríguez
Mervin Willians Rodríguez Caraballo (* 4. ledna 1986 Carora) je bývalý venezuelský zápasník – judista.

## Sportovní kariéra
S judem začínal v rodném městě Carora ve státě Lara pod vedením Santose Chirinose. Ve venezuelské mužské reprezentaci se pohyboval od roku 2009 v polostřední a střední váze do 90 kg. V roce 2012 se na olympijské hry v Londýně nekvalifikoval. Sportovní kariéru ukončil v roce 2015. Věnuje se trenérské práci.

## Výsledky
| Turnaj                  | 2009        | 2010        | 2011        | 2012         | 2013         | 2014         |
| Turnaj                  | 23          | 24          | 25          | 26           | 27           | 28           |
| Turnaj                  | polostřední | polostřední | polostřední | střední váha | střední váha | střední váha |
| ----------------------- | ----------- | ----------- | ----------- | ------------ | ------------ | ------------ |
| Olympijské hry          |             |             |             | —            |              |              |
| Mistrovství světa       | úč.         | —           | —           |              | úč.          | úč.          |
| Panamerické hry         |             |             | 5.          |              |              |              |
| Panamerické mistrovství | —           | 5.          | 7.          | 3.           | 5.           | 7.           |
| Jihoamerické hry        |             | 2.          |             |              |              | 1.           |
| Středoamerické a k. hry |             | 1.          |             |              |              | 3.           |
| Bolívarské hry          | 1.          |             |             |              | 2.           |              |